# Tarcal
Tarcal est un village et une commune du comitat de Borsod-Abaúj-Zemplén en Hongrie.

## Histoire

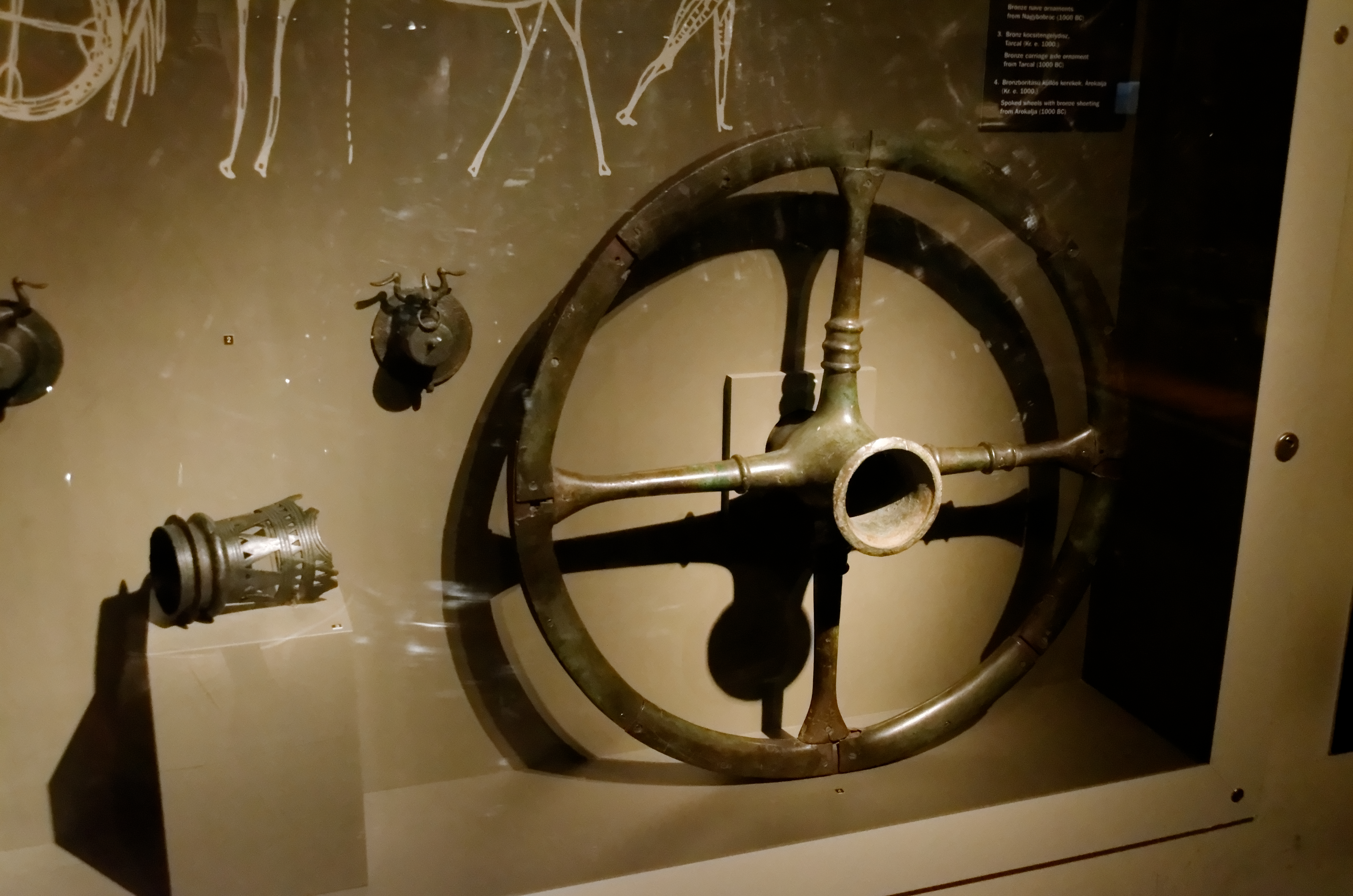
À gauche : Ornement d'axe en bronze provenant d'un char retrouvé à Tarcal, 1000 av. J.-C.